# Инородческий район
Инородческий район Минусинского и Ачинского уездов Енисейской губернии — район компактного проживания хакасов, расположенный в левобережной части р. Енисей.
Включал в свой состав 6 инородческих волостей Ачинского уезда: Сейскую, Усть-Есинскую, Аскизскую, Синявинскую, Усть-Фыркальскую и Кызыльскую. На юге граничил с Томской губернией; на юго-востоке — с Таштыпской волостью Минусинского уезда; на востоке — с волостью Идринской, Бейской, Ново-Михайловской и Лугавской и (через Енисей) с волостью Мало-Минусинской, Абаканской Минусинского уезда; на севере — с волостью Знаменской Минусинского уезда, Новоселовской Красноярского уезда, Мало-Имышенской, Ужурской и Шарыповской Ачинского уезда; на западе — Юсо-Урюпским заказником и Томской губернией.
На основании постановления административной комиссии при отделе управления Енисейского губернского исполкома «О выделении инородческого района Минусинского уезда в особую административную единицу уездного масштаба», с которым согласился Енисейский губернский исполком и 29 ноября 1922 года возбудил соответствующее ходатайство во ВЦИК, решением Президиума ВЦИК был преобразован в Хакасский уезд 14 ноября 1923 года.